# 主题地图
主题地图(英語：Topic Maps)是对知识进行表示和交互的一种标准，它和语义语义网中的知识表示模式相类似，并且结合了传统索引、搜索引擎与人工智能等领域的优点，可以有效的组织知识以利于探索、推理，解决大量无序信息所带来的问题。国际标准化组织(ISO)标准的正式名称为ISO/IEC 13250:2003。

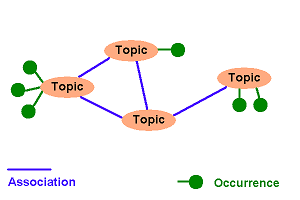